# Christine Dacremont

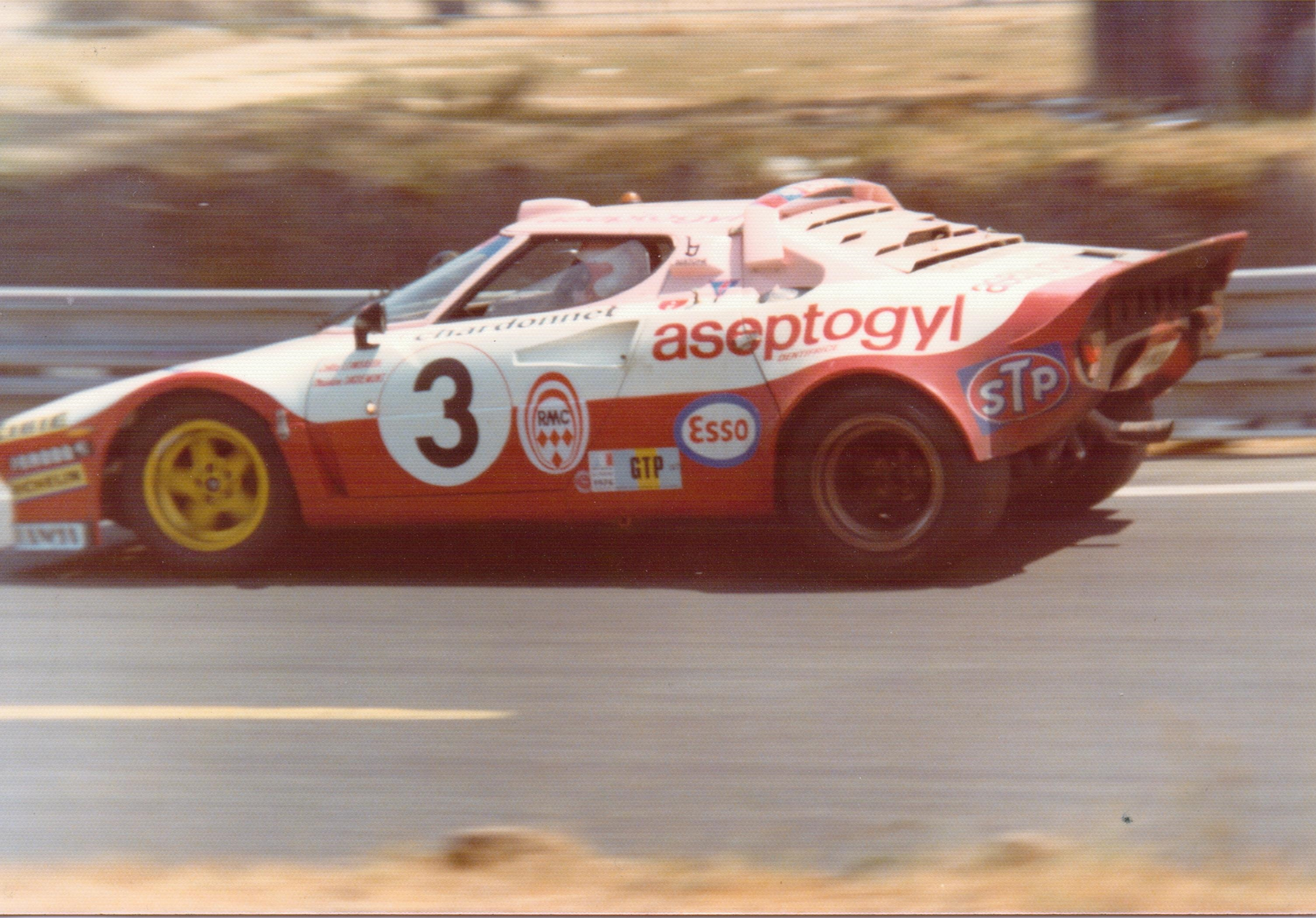
Der Lancia Stratos von Lella Lombardi und Christine Dacremont beim 24-Stunden-Rennen von Le Mans 1976

Christine Dacremont (* 6. Januar 1949 in Sedan) ist eine ehemalige französische Rallye- und Rundstreckenrennfahrerin.

## Karriere
Christine Dacremont gehörte in den 1970er-Jahren zum bekannten französischen Rennfahrerinnen-Quartett, dem auch Michèle Mouton, Marie-Claude Charmasson und Marianne Hoepfner angehörten. Ihr bestes Rallye-Ergebnis war der zweite Gesamtrang bei der UDT-World-Cup Rally London-Sahara-Munich 1974. 1977 fuhr sie auf den 6. Gesamtrang auf einem Lancia Stratos bei der Rallye Monte Carlo. Beim 24-Stunden-Rennen von Le Mans war der 20. Rang 1976 ihre beste Platzierung. Zweimal – 1975 und 1976 – gewann Dacremont die Damenwertung bei der Tour de France für Automobile.

## Statistik

### Le-Mans-Ergebnisse
| Jahr | Team                             | Fahrzeug       | Teamkollege       | Teamkollege    | Platzierung             | Ausfallgrund         |
| ---- | -------------------------------- | -------------- | ----------------- | -------------- | ----------------------- | -------------------- |
| 1975 | Société Esso                     | Moynet LM75    | Marianne Hoepfner | Michèle Mouton | Rang 21 und Klassensieg |                      |
| 1976 | Aseptogyl                        | Lancia Stratos | Lella Lombardi    |                | Rang 20                 |                      |
| 1977 | Team Esso Aseptogyl              | Lancia Stratos | Marianne Hoepfner |                | Ausfall                 | Motorschaden         |
| 1978 | WM A.E.R.E.M Team Esso Aseptogyl | WM P76         | Marianne Hoepfner |                | Ausfall                 | Zylinderkopfdichtung |